# Isidro Gil Tapia
Isidro Gil Tapia (* 1928 in Axochiapan, Morelos; † 31. Oktober 2016 in Cuautla, Morelos) war ein mexikanischer Fußballspieler auf der Position eines Torwarts und späterer -trainer.

## Leben

### Spieler
Gil begann seine Profilaufbahn beim Hauptstadtverein Club América und wechselte 1951 zum Aufsteiger CD Zacatepec aus seinem heimatlichen Bundesstaat Morelos. Nachdem 1955 mit dem CD Cuautla ein weiterer Verein aus Morelos in die höchste mexikanische Spielklasse aufgestiegen war, wechselte Gil zu diesem Verein, bei dem er zumindest 1956 spielte und möglicherweise bis zu dessen Abstieg 1959 blieb und somit die erfolgreichste Epoche des CD Zacatepec größtenteils verpasst haben könnte. Zumindest ist seine Beteiligung an diesen Titelgewinnen nicht nachweisbar, obwohl er wahrscheinlich zumindest beim ersten Meistertitel der Cañeros in der Saison 1954/55 bei Zacatepec unter Vertrag gestanden haben dürfte, zu dem er später definitiv zurückgekehrt ist und sich seine Vereinszugehörigkeit in der Saison 1961/62 wieder nachweisen lässt.

### Trainer
Nach seiner aktiven Laufbahn absolvierte Gil eine Trainerausbildung und war als Cheftrainer unter anderem für seine beiden Heimatvereine aus Zacatepec de Hidalgo und Cuautla tätig. Für Zacatepec arbeitete er in zwei Etappen; zunächst von 1974 bis 1976 und danach noch einmal in der Saison 1977/78.

### Posthume Ehrung
Das Stadion des Club Deportivo Cuautla, für den er sowohl als Spieler als auch als Trainer tätig war, erhielt seinen Namen.